# シーザスターズ
シーザスターズ（Sea The Stars、2006年4月6日 - ）は、アイルランド産の競走馬である。2009年の2000ギニー、ダービーを制してナシュワン以来のイギリスクラシック二冠を達成し、凱旋門賞に優勝した。母は当馬と同じく凱旋門賞を制したアーバンシー。半兄に同じくダービーを制したガリレオがいる。

## 現役時代

### 2歳時（2008年）
ジョン・オックス厩舎から2008年7月にデビュー。鞍上は名手マイケル・キネーン。以後引退までキネーンが手綱を取り続けることになる。その初戦は4着だったのだがこれが生涯唯一の敗戦であった。2戦目で初勝利を挙げたあと、9月28日にカラ競馬場で行われた8ハロンのG2 ベレスフォードステークスも連勝し、重賞を初制覇した。前述の血統もあってか、クラウデッドハウスと並んで翌年のクラシック有力候補の一頭とされる。

### 3歳時（2009年）
ステップレースを使わずに直行した2000ギニーには前哨戦のG3クレイヴンステークスを制したデレゲーター、前年のカルティエ賞最優秀2歳牡馬マスタークラフツマンなどの強豪が出走しており、良血とはいえそれほど実績を残していなかったシーザスターズは6番人気だった。しかし、レースではデレゲーターを差し切り1馬身半差で優勝。イギリスクラシックの一冠目を制した。
そしてイギリスクラシック二冠目、ダービーに出走。レース前は血統などから距離延長が不安視されており、ジョン・オックス調教師も、雨で馬場が重くなれば近年の2000ギニー優勝馬のように同レースを回避する可能性も示唆していた。しかし結局、リフューズトゥベンド以来6年ぶりに2000ギニー優勝馬としてダービーに出走した。レースでは内ラチ沿いで逃げたゴールデンソード、エイジオブアクエリアスを窺いながらレースを進め、最後の直線で逃げ粘るゴールデンソードを交わすと、追い込んできたフェイムアンドグローリー以下を退けて優勝。兄ガリレオとの兄弟制覇を達成した。2000ギニー、ダービーの二冠を達成したのは、1989年のナシュワン以来20年ぶりである。
次走にはアイリッシュダービーが予定されていたが、馬場状態が悪化したことから回避。古馬との初対戦となるエクリプスステークスに参戦した。前年のセントレジャーステークス・ブリーダーズカップターフを制したコンデュイットら強豪古馬勢も出走していたが、単勝オッズ1.6倍の圧倒的1番人気に支持された。レースでは早めに抜け出し先頭に立つと、このレースのあとにサセックスステークス・クイーンエリザベス2世ステークスとGIを連勝するリップヴァンウィンクル、同じくこのレースのあとにキングジョージ6世&クイーンエリザベスステークスを制するコンデュイットを振り切って優勝した。

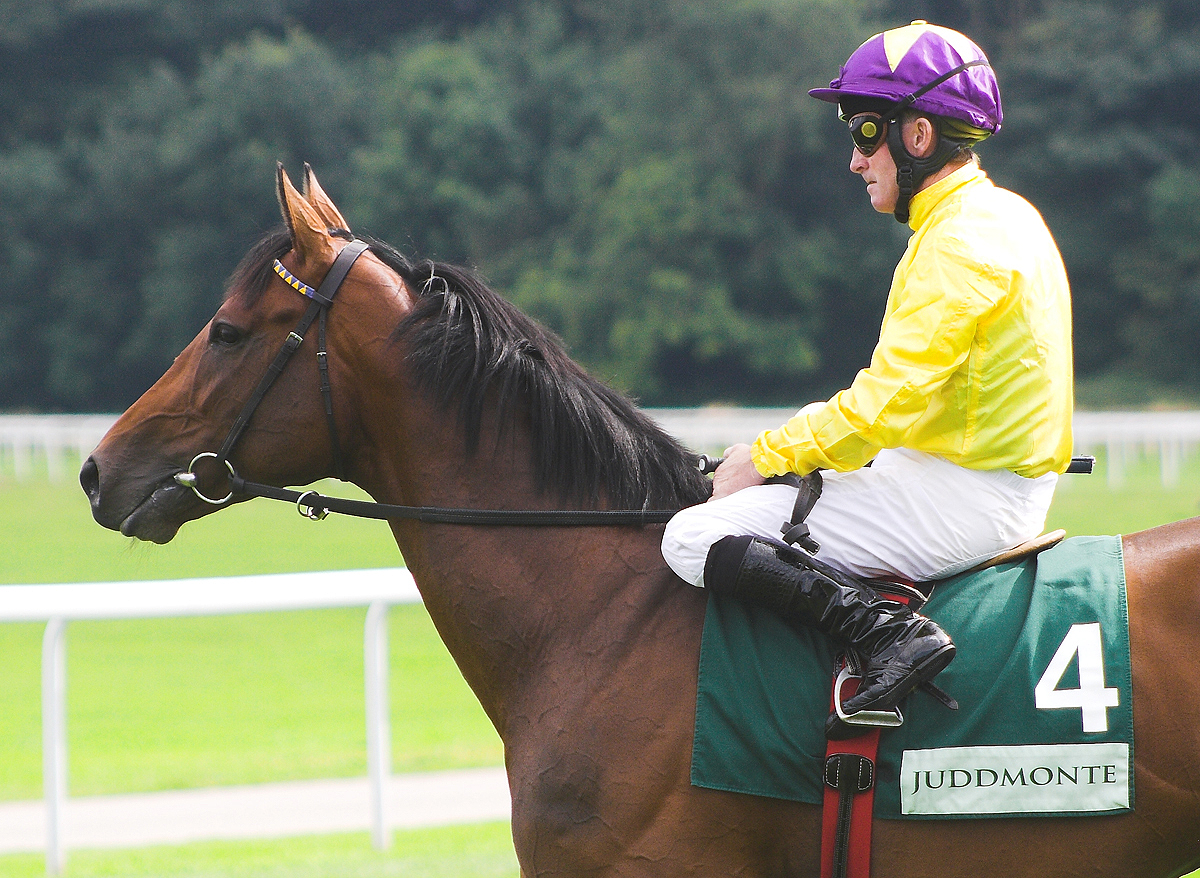
インターナショナルS出走時

続くインターナショナルステークスはマイケル・スタウト厩舎のタータンベアラーが回避したことにより4頭立てで行われ、シーザスターズ以外はエイダン・オブライエン厩舎の管理馬という構図になった。レースは2000ギニーの敗戦後にアイリッシュ2000ギニーとセントジェームズパレスステークスのGIを連勝してきたマスタークラフツマンとの事実上の一騎討ちとなった。シーザスターズは先に抜けだしたマスタークラフツマンをゴール前で差し切り、1馬身の差をつけレコードタイムで優勝。G1競走4連勝を達成した。
中2週で臨んだアイリッシュチャンピオンステークスには、前走に続きマスタークラフツマンが出走してきたほか、英ダービーの敗戦後アイリッシュダービーを5馬身差の圧勝で制したフェイムアンドグローリーも参戦し、実質的にこの3強の対決となった。シーザスターズに敗戦続きのオブライエン厩舎は、前記2頭のほか3頭を出走させ、計5頭によるシーザスターズ包囲網を形成して必勝を期したが、レースでは先頭に躍り出たフェイムアンドグローリーを並ぶ間もなく交わし、2馬身2分の1差をつけて快勝。G1競走5連勝を達成した。

凱旋門賞出走時（2009年10月4日）

4週間後、シーザスターズは凱旋門賞に出走した。馬場状態によってはこのレースを回避、チャンピオンステークスに向かう可能性もあったが、結局出走した。このレースにはコンデュイット、フェイムアンドグローリーらこれまでに対戦した馬のほか、2007・2008年の凱旋門賞2着馬ユームザイン、GI3連勝を含む6戦全勝のキャリアで出走してきたスタセリタ、そのスタセリタに前走で先着するも降着となった2009年GI2勝のダーレミ、パリ大賞典・ニエル賞と凱旋門賞と同じロンシャン競馬場の2400メートルの重賞を連勝中のキャヴァルリーマン、前年のジョッケクルブ賞勝ち馬で2009年もGIを2勝しているヴィジョンデタと強力なメンバーが揃ったが、現地ではレース前から最有力候補と目されており、ブックメーカーの単勝オッズも2.0倍を切る圧倒的な支持を得た。レースでは好スタートを決めるが、その影響で行きたがるそぶりを見せ、キネーンが必死に抑えて徐々にラチ沿いの中団グループまでポジションを下げる。レースはそのまま進み、最後の直線残り200mの地点でインコースから馬群を割って先頭に立ち、ユームザイン以下の追撃を封じるとそのまま先頭で押し切り2分26秒3の好タイムで快勝、G1競走6連勝を達成した。2000ギニー、ダービー、凱旋門賞を同一年にすべて制覇したのは史上初の快挙であった。また、1980年優勝馬デトロワ・1994年優勝馬カーネギー母仔に次ぐ2組目となる母・アーバンシーとの母仔制覇を成し遂げた。レース後、キネーンが「シーザスターズが凄いのは、わずか3歩でトップギアに入るところです。そんな加速の仕方は他の馬では味わったことがない」と語った。さらにガリレオやモンジュー、ロックオブジブラルタル、ジャイアンツコーズウェイなど自らの跨った数多の世界的名馬と比較し「生涯最高のパートナー」とこの馬を評した。
その後はブリーダーズカップ・クラシックなどに出走するプランも検討されていたが、10月13日にオーナーサイドから引退することが正式に発表された。10月27日には、種牡馬としてアイルランドのギルタウンスタッドで繋養されることが発表された。11月17日には、2009年度のカルティエ賞年度代表馬および最優秀3歳牡馬を受賞した。2010年1月13日に発表された2009年度のワールド・サラブレッド・ランキングでは、アイリッシュチャンピオンステークスのパフォーマンスに対して136ポンドが与えられ、年間世界1位となった。135ポンドを超えるレーティングは、1997年の凱旋門賞馬パントレセレブルの137ポンド以来12年ぶりであった。

## 競走成績
| 出走日     | 競馬場           | 競走名              | 格 | 距離     | 着順 | 騎手       | 着差      | 1着（2着）馬       |
| ---------- | ---------------- | ------------------- | -- | -------- | ---- | ---------- | --------- | ------------------ |
| 2008.07.13 | カラ             | メイドン            |    | 芝7f     | 4着  | M.キネーン | アタマ    | Driving Snow       |
| 0000.08.17 | レパーズタウン   | メイドン            |    | 芝7f     | 1着  | M.キネーン | 2 1/2馬身 | (Dark Humour)      |
| 0000.09.28 | カラ             | ベレスフォードS     | G2 | 芝8f     | 1着  | M.キネーン | 1/2馬身   | (Mourayan)         |
| 2009.05.02 | ニューマーケット | 2000ギニー          | G1 | 芝8f     | 1着  | M.キネーン | 1 1/2馬身 | (Delegator)        |
| 0000.06.06 | エプソム         | 英ダービー          | G1 | 芝12f10y | 1着  | M.キネーン | 1 3/4馬身 | (Fame and Glory)   |
| 0000.07.04 | サンダウン       | エクリプスS         | G1 | 芝10f7y  | 1着  | M.キネーン | 1馬身     | （Rip Van Winkle） |
| 0000.08.18 | ヨーク           | インターナショナルS | G1 | 芝10f88y | 1着  | M.キネーン | 1馬身     | (Mastercraftsman)  |
| 0000.09.05 | レパーズタウン   | 愛チャンピオンS     | G1 | 芝10f    | 1着  | M.キネーン | 2 1/2馬身 | (Fame and Glory)   |
| 0000.10.04 | ロンシャン       | 凱旋門賞            | G1 | 芝2400m  | 1着  | M.キネーン | 2馬身     | (Youmzain)         |

## 種牡馬時代
2010年の種付け料は8万5000ユーロに設定された。初年度には、2008年の凱旋門賞優勝馬ザルカヴァ、2009年のジャパンカップ優勝馬ウオッカ、2006年の1000ギニー優勝馬スペシオーサ、2007年の英・愛1000ギニー優勝馬フィンシャルベオ、2000年の英オークス優勝馬ラブディバイン、2008年の英オークス優勝馬ルックヒアー、2008年のコロネーションステークス・ヨークシャーオークス優勝馬ラッシュラッシーズ、2009年のジャンロマネ賞優勝馬アルペンローズらのGI優勝馬、グランデラ・ジョージワシントン兄弟の母ボルディゲラ、アザムールの母アスマラ、ザルカヴァの母ザルカシャらのGI優勝馬の母馬らを含む140頭の牝馬に種付けを行った。
2013年に産駒がデビュー。同年は重賞勝ち馬を出したものの、2歳リーディングでは期待ほどの成績を挙げられなかった。しかし、翌年産駒が3歳になると、38年ぶりとなる3歳牝馬によるキングジョージ6世&クイーンエリザベスステークス優勝を無敗で達成したタグルーダ、ドイチェスダービーを外ラチまでふくらみながらも大差で圧勝したシーザムーンなどを送り出し、一転して高い評価を獲得した。結局2014年は2世代のみの出走ながら、英愛リーディングサイアーランキングで12位となった。その後も順調に活躍馬を送り出して2016年にはガリレオ・ドバウィに次いでの3位に食い込んでいる。

## 主な産駒

### G1勝ち馬
2011年産
- Sea The Moon(母:Sanwa by Monsun) - 独ダービー
- Taghrooda(母:Ezima by Sadler's Wells) - キングジョージ6世&クイーンエリザベスステークス、英オークス
- Vazira(母：Vadara by Zafonic) - サンタラリ賞（2着から後日繰り上がりで優勝）

2013年産
- Cloth Of Stars(母:Strawberry Fledge by Kingmambo) - ガネー賞
- Harzand(母:Hazaria by Xaar) -　英ダービー、愛ダービー
- Mekhtaal(母:Aiglonne by Silver Hawk) - イスパーン賞
- Zelzal(母:Olga Prekrasa by kingmambo) - ジャンプラ賞
- Shraaoh(母:Jumooh by Monsun) - シドニーカップ

2014年産
- Stradivarius(母:Private Life by Bering) - グッドウッドカップ（4回） 、ゴールドカップ（3回）
- Crystal Ocean(母:Crystal Star by Mark Of Esteem) - プリンスオブウェールズステークス

2015年産
- Sea of Class(母:Holy Moon by Hernando) - アイリッシュオークス、ヨークシャーオークス
- Fifty Stars(母:Swizzle Stick by Sadlers Wells) - オーストラリアンカップ

2016年産
- Star Catcher(母:Lynnwood Chase by Horse Chestnut) - アイリッシュオークス、ヴェルメイユ賞、英チャンピオンズ・フィリーズ&メアズステークス

2017年産
- Miss Yoda（母：Monami by Sholokhov）- ディアナ賞
- Hukum（母：Aghareed by Kingmambo）- コロネーションカップ、キングジョージ6世&クイーンエリザベスステークス

2018年産
- Baaeed（母：Aghareed by Kingmambo）- ムーラン・ド・ロンシャン賞、クイーンエリザベス2世ステークス、ロッキンジステークス、クイーンアンステークス、サセックスステークス、インターナショナルステークス
- Teona（母：Ambivalent by Authorized） - ヴェルメイユ賞
- Sea La Rosa（母：Soho Rose by Hernando） - ロワイヤリュー賞
- Just Fine（母：Bint Almatar by Kingmambo） - ザメトロポリタン

2019年産
- Emily Upjohn（母：Hidden Brief by Barathea）- 英チャンピオンズ・フィリーズ＆メアズステークス、コロネーションカップ
- Sea Silk Road（母：Oriental Magic by Doyen） - ロワイヤリュー賞

2021年産
- Sosie（母：Sosia by Shamardal） - パリ大賞典、ガネー賞、イスパーン賞

### 重賞勝ち馬
2011年産
- Afternoon Sunlight(母：Lady Luck by Kris) - デリンズタウンスタッド1000ギニートライアル(愛G3)
- My Titania(母：Fairy of the Night by Danehill) - C.L.ウェルドパークS(愛G3)
- Zarshana(母:Zarkasha by Kahyasi)-ミネルヴァ賞(仏G3)
- Casual Smile(母:Casual Look by Red Ransom) - マッチメイカ―S(米G3)
- Astronereus(母:Marie Rheinberg by Surako) - Aston Park Stakes(英G3)

2012年産
- Storm The Stars(母：Love Me Only by Sadler's Wells) - グレートヴォルティジュールS(英G2)
- Quasillo(母：Quetena by Acatenango) -バイエルンクラシック(独G3)
- Star Storm(母:Sayyedati Storm by Storm Cat) - Cumberland Lodge Stakes(英G3)

### ブルードメアサイアーとしての主な産駒
- 2016年産
  - テオレーマ（父ジャスタウェイ）- JBCレディスクラシック、マリーンカップ、TCK女王盃
- 2019年産
  - Onesto（父Frankel）- パリ大賞典、グレフュール賞(仏G2)
  - Eldar Eldarov（父Dubawi）- セントレジャーステークス、アイリッシュセントレジャー、クイーンズヴァーズ(英G2)
  - Al Husn（父Dubawi）- ナッソーステークス、ホッピングスフィリーズステークス(英G3)
  - Makarova（父Acclamation）- アベイ・ド・ロンシャン賞
- 2020年産
  - Big Rock（父Rock Of Gibraltar）- クイーンエリザベス2世ステークス、ラフォルス賞(仏G3)、ギシェ賞(仏G3)
- 2021年産
  - Unquestionable（父Wootton Bassett）- ブリーダーズカップ・ジュヴェナイルターフ
  - El Cordobes（父Frankel）- ソードダンサーステークス、プリンセスオブウェールズステークス(英G2)
- 2022年産
  - Vertical Blue（父Mehmas）- マルセルブサック賞

## 血統表
| シーザスターズの血統      | シーザスターズの血統          | シーザスターズの血統 | （血統表の出典） | （血統表の出典） |
| 父系                      | ダンジグ系                    | ダンジグ系           | ダンジグ系       | [ § 2 ]          |
| 父 Cape Cross 1994 黒鹿毛 | 父の父Green Desert 1983 鹿毛  | Danzig               | Northern Dancer  | Northern Dancer  |
| 父 Cape Cross 1994 黒鹿毛 | 父の父Green Desert 1983 鹿毛  | Danzig               | Pas de Nom       |                  |
| 父 Cape Cross 1994 黒鹿毛 | 父の父Green Desert 1983 鹿毛  | Foreign Courier      | Sir Ivor         | Sir Ivor         |
| 父 Cape Cross 1994 黒鹿毛 | 父の父Green Desert 1983 鹿毛  | Foreign Courier      | Courtly Dee      |                  |
| 父 Cape Cross 1994 黒鹿毛 | 父の母Park Appeal 1982 黒鹿毛 | Ahonoora             | Lorenzaccio      | Lorenzaccio      |
| 父 Cape Cross 1994 黒鹿毛 | 父の母Park Appeal 1982 黒鹿毛 | Ahonoora             | Helen Nichols    |                  |
| 父 Cape Cross 1994 黒鹿毛 | 父の母Park Appeal 1982 黒鹿毛 | Balidaress           | Balidar          | Balidar          |
| 父 Cape Cross 1994 黒鹿毛 | 父の母Park Appeal 1982 黒鹿毛 | Balidaress           | Innocence        |                  |
| 母 Urban Sea 1989 栗毛    | 母の父Miswaki 1978 栗毛       | Mr. Prospector       | Raise a Native   | Raise a Native   |
| 母 Urban Sea 1989 栗毛    | 母の父Miswaki 1978 栗毛       | Mr. Prospector       | Gold Digger      |                  |
| 母 Urban Sea 1989 栗毛    | 母の父Miswaki 1978 栗毛       | Hopespringseternal   | Buckpasser       | Buckpasser       |
| 母 Urban Sea 1989 栗毛    | 母の父Miswaki 1978 栗毛       | Hopespringseternal   | Rose Bower       |                  |
| 母 Urban Sea 1989 栗毛    | 母の母Allegretta 1978 栗毛    | Lombard              | Agio             | Agio             |
| 母 Urban Sea 1989 栗毛    | 母の母Allegretta 1978 栗毛    | Lombard              | Promised Lady    |                  |
| 母 Urban Sea 1989 栗毛    | 母の母Allegretta 1978 栗毛    | Anatevka             | Espresso         | Espresso         |
| 母 Urban Sea 1989 栗毛    | 母の母Allegretta 1978 栗毛    | Anatevka             | Almyra F-No.     |                  |
| 母系(F-No.)               | (FN:9-h)                      | (FN:9-h)             | (FN:9-h)         | [ § 3 ]          |
| 5代内の近親交配           | アウトブリード                | アウトブリード       | アウトブリード   | [ § 4 ]          |
| 出典                      | 1. 2. 3. 4.                   | 1. 2. 3. 4.          | 1. 2. 3. 4.      | 1. 2. 3. 4.      |

- 父ケープクロスはロッキンジステークスの勝ち馬。詳しくは同馬の項参照。
- 半兄にはダービー・愛ダービー、キングジョージ6世&クイーンエリザベスステークスを制し種牡馬としても成功しているガリレオ（父Sadler's Wells）、ジョッキークラブ大賞、タタソールズゴールドカップとG1を2勝したBlack Sam Bellamy（父Sadler's Wells）らがいる。母Urban Seaは凱旋門賞を勝った名競走馬であるが、繁殖牝馬としても優秀であり、その産駒には重賞勝ち馬が多数揃っている。また叔父のキングズベストも2000ギニーに優勝し種牡馬としても成功している。